# Дејан Бојовић
Дејан Бојовић је српски одбојкашки репрезентативац. Рођен 3. априла 1983. године у Смедеревској Паланци, висок је 197 cm и тежак 86 kg.

## Каријера
- 2001/02 - 2004/05 - ОК Црвена звезда Београд
- 2005/06 - ОК Војводина Новолин Нови Сад
- 2006/07 - СФП Олимпијакос ( Грчка)
- 2007/08 - Аква парадизо габека Монтикјари ( Италија)
- 2008/09 - Тореј Ароуз ( Јапан)

## Медаље
- 2002/03 - шампион Србије и Црне Горе
- 2005. — бронза на европском првенству у Београду и Риму
- 2005 - сребро у светској лиги
- 2005/06 - куп Србије и Црне Горе
- 2008. — сребро у светској лиги